# Andreas Külzer (Schauspieler)
Andreas Külzer (* 1966) ist ein deutscher Schauspieler.

## Leben
Andreas Külzer verbrachte seine Kindheit und Jugend im Hunsrück. Von 1988 bis 1992 besuchte er die Schauspielschule Düsseldorf.
Er war an Theatern in Düsseldorf, Essen, Freiburg, Neuss, Oldenburg, Münster, Remscheid, Gelsenkirchen, Dinslaken, Bruchsal, Köln und Mönchengladbach engagiert.
Hinzu kommen Haupt- und Episodenrollen in Serien und Filmen.

## Filmografie (Auswahl)
- 2004: Heimat 3 – Chronik einer Zeitenwende
- 2004: Beauty Queen
- 2005: Die Familienanwältin
- 2006–2007: Alles was zählt
- 2006: Nicht ohne meine Schwiegereltern
- 2005–2007: Die Anrheiner
- 2013: Die andere Heimat – Chronik einer Sehnsucht
- 2013: More than friendship
- 2014: Die Aldi-Story ZDF (Theo Albrecht)
- 2016: Unter uns
- 2018: Alles was zählt
- 2022: Unter uns
- 2022: Wo ist meine Schwester?